# PartiuFama
#PartiuFama é um filme de comédia brasileiro de 2022, dirigido por Miguel Rodrigues a partir de um roteiro de Evandro Berlesi e protagonizado pelo ator Guilherme Seta.

## Sinopse
Gabriel (Guilherme Seta) sempre sonhou em ser famoso, mas sua timidez não permitia nem que ele falasse com Bianca (Lívia Inhudes), sua paixão de infância. Depois de reprogramar seu passado, ele se torna popular na escola. Mesmo assim, seus vídeos não viralizam. Quando decide prestar atenção nas histórias de um cliente do boteco de seu pai, que relata suas desventuras na juventude, Gabriel passa a gravar vídeos contando estas histórias como se fossem suas e se torna um youtuber de sucesso, mas as coisas fogem de controle.

## Elenco
- Guilherme Seta como Gabriel
- Lívia Inhudes como Bianca[5]
- Leo Belmonte como Guilherme
- Bibi Tatto como Paty
- Nicolas Gomes como Bemloko[6]
- Thomaz Costa como JC (José Carlos)
- Gabi Lopes como Martina[7]
- Augusto Madeira como Egídio[8]
- Fábio Rabin como Beto Mackenzie
- Luiza Tomé como Laura
- Gustavo Machado como Diretor
- Carol Bresolin como Rebeca[9]
- Aricia Silva como Carol[10]
- Podpah como eles mesmos

## Produção
#PartiuFama é produzido pela Rubi Produtora, mesma produtora do filme Juntos e Enrolados, e em coprodução com Take a Take Films. A direção do filme é assinada por Miguel Rodrigues, que dirigiu diversas novelas na TV Globo; séries, web séries, curtas e longas metragens, sendo indicado ao Emmy Internacional pelo seu trabalho no seriado Na forma da lei, enquanto que o roteiro do longa é escrito por Evandro Berlesi.
As filmagens foram realizadas em setembro de 2021 em Búzios, no Rio de Janeiro. Algumas cenas foram gravadas posteriormente em São Paulo. No dia 5 de abril de 2022 foi lançado oficialmente o primeiro trailer pela Imagem Filmes, ainda com o nome anterior, O Último YouTuber Virgem.

## Lançamento
#PartiuFama foi lançado mundialmente com exclusividade pela HBO Max em 16 de setembro de 2022.